# Ray Henderson
Ray Henderson (geboren als Raymond Brost; Buffalo, 1 december 1896 – Greenwich, 31 december 1970) was een Amerikaans songwriter.
Henderson werd geboren in Buffalo in de staat New York, verhuisde naar de stad New York, en werd een populaire componist in Tin Pan Alley. Met Lew Brown en Buddy De Sylva was hij tussen 1925 en 1930 verantwoordelijk voor een aantal edities van de revue George White's Scandals, musicals als Good News, Hold Everything!, en Follow Thru. Na het vertrek van De Sylva bleef Henderson samenwerken met Brown tot 1933. In 1934 componeerde hij de muziek voor de musical Say When, waarbij Ted Koehler tekende voor de teksten.
Hendersons grootste hits waren "That Old Gang of Mine" en "Annabelle" (1923), "Bye Bye Blackbird", "Five Foot Two, Eyes of Blue", "I'm Sitting on Top of the World" (1925), "The Birth of the Blues" (1926), "The Varsity Drag" (1927), "You're The Cream In My Coffee" (1928), "Button Up Your Overcoat", "You Are My Lucky Star", "I'm A Dreamer, Aren't We All", "Keep Your Sunny Side Up" (1929), "The Thrill Is Gone" en "Life Is Just a Bowl of Cherries" (1931). Henderson werkte daarnaast als begeleider van zang- en dansacts in Vaudeville.
- Bibsys: 2109820
- Biblioteca Nacional de España: XX888290
- Bibliothèque nationale de France: cb13939218j (data)
- Catàleg d'autoritats de noms i títols de Catalunya: 981058615067306706
- CiNii: DA11405616
- Gemeinsame Normdatei: 134402944
- International Standard Name Identifier: 0000 0001 1911 6140
- Library of Congress Control Number: n80063358
- Nationale Bibliotheek van Letland: 000058242
- MusicBrainz: 3cfcefad-c713-4214-b40e-1b7fe49ce36d
- Bibliotheek van het Japanse parlement: 001171487
- Nationale Bibliotheek van Tsjechië: jx20090911004
- Nationale bibliotheek van Australië: 35256921
- Nationale Bibliotheek van Israël: 987007273496005171
- Nationale en Universitaire bibliotheek Zagreb: 000069654
- Nederlandse Thesaurus van Auteursnamen: 108428990
- Réseau des bibliothèques de Suisse occidentale: 02-A023568688
- Istituto Centrale per il Catalogo Unico: LO1V138171
- SNAC: w6zc9bxz
- Système universitaire de documentation: 251561089
- Trove: 884981
- Virtual International Authority File: 37106197
- WorldCat: E39PBJycMC9VbpHWt4t3BPcpT3